# Mein Land
«Mein Land» (укр. «Моя країна») — перший синґл ретроспективного альбому 2011 року Made in Germany 1995-2011 німецького гурту Rammstein. Його було презентовано 11 листопада 2011 року в Німеччині, Австрії та Швейцарії. Міжнародний реліз заплановано на 14 листопада.

## Відео
Відео до пісні «Mein Land» було знято 23 травня 2011 на Sycamore Beach у Малібу, Каліфорнія. Режисером кліпу став Йонас Окерлунд. У цьому відео учасників гурту зображено в купальному одязі 1960-их, вони влаштували пляжну вечірку. Під кінець відео гурт зображено на цьому ж пляжі, але вже начебто 2012 року — вони грають концерт із традиційним вогняним шоу.

## Список композицій
Всі пісні «Rammstein».
CD синґл
1. «Mein Land» — 3:53
2. «Vergiss Uns Nicht» — 4:10
3. «My Country» (The Bosshoss) — 4:08
4. «Mein Land» (Mogwai Mix) — 4:30

7" Вініл
1. «Mein Land» — 3:53
2. «Vergiss Uns Nicht» — 4:10

## Чарти
| Чарт (2011)                         | Найвища позиція |
| ----------------------------------- | --------------- |
| Австрія (Ö3 Austria Top 75)         | 9               |
| Бельгія (Ultratop Flanders)         | 28              |
| Фінляндія (Suomen virallinen lista) | 14              |
| Німеччина (Media Control AG)        | 5               |
| Нідерланди (Mega Single Top 100)    | 88              |
| Швейцарія (Media Control AG)        | 21              |